# Walter Shaw
Pour les articles homonymes, voir Walter Shaw (homonymie).
Walter Sidney Shaw (1863 – 25 avril 1937) était un juriste et juge britannique. Il officia principalement dans les colonies britanniques. Il est connu pour avoir dirigé la commission d'enquête sur les émeutes de 1929 en Palestine mandataire.

## Commission Shaw
En 1929, Shaw préside la commission d'enquête sur les émeutes d'août 1929. Celle-ci conclut que les causes principales des violences, « sans lesquelles les violences seraient restées au niveau d'une simple émeute » sont « le sentiment arabe d'animosité et d'hostilité envers les Juifs à la suite de la déception devant l'échec de leurs propres aspirations politiques et nationales et la peur de leur future économie »

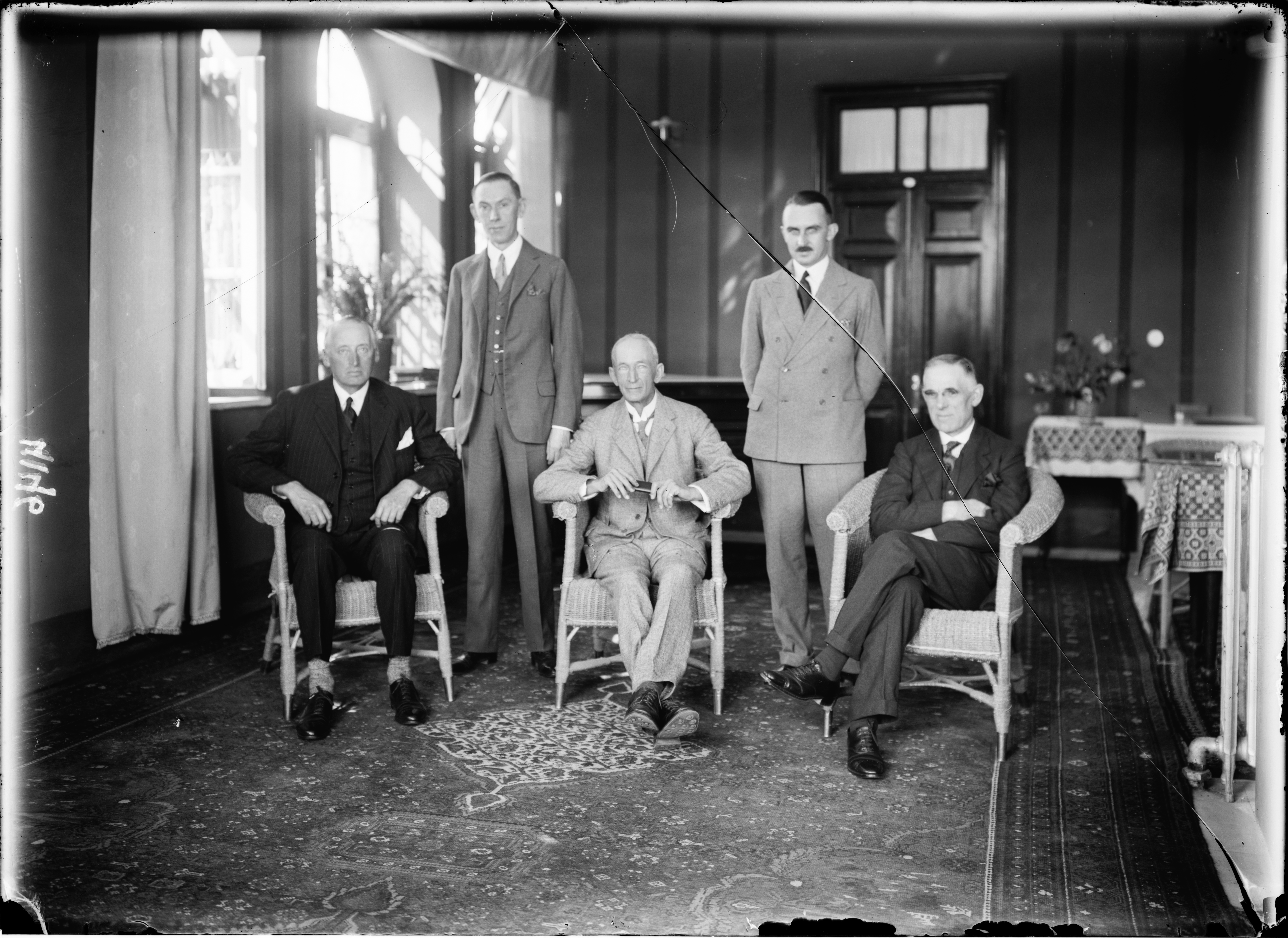
La Commission Shaw en 1929. Shaw est assis au centre.